# Dysmachus elapsus
Dysmachus elapsus är en tvåvingeart som beskrevs av Villeneuve 1933. Dysmachus elapsus ingår i släktet Dysmachus och familjen rovflugor. Inga underarter finns listade i Catalogue of Life.